# Синицын, Александр Павлович
Александр Павлович Сини́цын (1922—1944) — Гвардии младший лейтенант Рабоче-крестьянской Красной Армии, участник Великой Отечественной войны, Герой Советского Союза (1944).

## Биография
Александр Синицын родился 21 июня 1922 года в селе Незнаново (ныне — Кораблинский район Рязанской области). Русский. После окончания семи классов школы работал фрезеровщиком. В сентябре 1941 года Синицын был призван Медынским райвоенкоматом на службу в Рабоче-крестьянскую Красную Армию. С июля 1942 года — на фронтах Великой Отечественной войны.
К марту 1944 года гвардии старший сержант Александр Синицын исполнял обязанности командира взвода 3-й отдельной разведроты 20-й гвардейской механизированной бригады (8-го гвардейского механизированного корпуса, 1-й танковой армии, 1-го Украинского фронта). Отличился во время освобождения Тернопольской области Украинской ССР. 22 марта 1944 года во главе разведгруппы из пяти бойцов Синицын ворвался в деревню Сухостав и разгромил вражеский обоз, уничтожив 29 солдат и офицеров противника, ещё 6 захватив в плен. 23 марта 1944 года в бою на дороге, ведущей к городу Залещики, Синицын лично уничтожил 3 автомашины, 11 солдат и офицеров, ещё 3 взял в плен. Войдя в Залещики 24 марта 1944 года, он вместе со своей разведгруппой уничтожил ещё 3 автомашины и 15 вражеских солдат и офицеров. В тот же день группа Синицына успешно переправилась через Днестр, уничтожила вражескую пулемётную точку и разгромила ещё один обоз, захватив 27 повозок и 1 автомашину. Захватив важную высоту, она успешно удержала её до подхода основных сил.
Указом Президиума Верховного Совета СССР от 26 апреля 1944 года за «мужество, отвагу и героизм, проявленные в борьбе с немецкими захватчиками», гвардии старший сержант Александр Синицын был удостоен высокого звания Героя Советского Союза с вручением ордена Ленина и медали «Золотая Звезда» за номером 2415.
Гвардии младший лейтенант Александр Синицын погиб в бою 21 июля 1944 года. Похоронен в деревне Воля-Буховска в 12 километрах к северо-западу от польского города Ярослав.

## Награды
Был также награждён орденами Отечественной войны 2-й степени и Красной Звезды.

## Память
- В Медыни, 9 мая 2015 г., на Аллее Героев установлен бюст Синицына[2].